# Ñengo Flow
Edwin Rosa Vázquez (San Juan, 15 de octubre de 1981), conocido artísticamente como Ñengo Flow, es un cantante y compositor puertorriqueño de reguetón, hip hop latino y trap latino.
En 2023, Ñengo Flow firmó un contrato discográfico con Rimas Entertainment para distribución musical.

## Primeros años
Edwin (Ñengo Flow) nació en Río Piedras, barrio de San Juan y creció en Bayamón, donde tendría su inicio musical. Fue allí donde desde muy joven se desarrollaría el interés por el mundo de la música urbana. Su contenido lírico fuerte y explícito vino de experiencias de su infancia en su barrio.
Cuando tenía trece años fue presentado por primera vez en el escenario en el barrio donde vivía, momento en que descubrió su talento para la música. Con el paso del tiempo,  llegó a ser escuchado por un sello, quienes se interesaron en la música del exponente y lo impulsarían.

## Carrera musical

### Inicios
Debutó en 2004 con la canción «Tu cuerpo me está tentando» de la famosa producción Los anormales. En 2005, participó para la producción Sangre nueva con la canción «Guerrilla», donde fue presentado por Voltio.  Su álbum debut "Flow Callejero" fue lanzado ese mismo año bajo el sello disquero Univision.
Empezó a ganar reconocimiento en 2008 en Puerto Rico con las canciones «Caracol» y «Me compre un full», esta última tendría una remezcla con varios artistas reconocidos. Su siguiente salto sería en 2009 con la canción «Matador» con Jory, consolidando la carrera de ambos artistas y siendo de las primeras canciones donde se menciona su reconocida palabra «Real G 4 Life».
Durante 2010, fue partícipe de la canción «Que quieres de mí» con Gotay, la cual tuvo un éxito considerable. A finales de ese año, publicó el sencillo «En las noches frías», el cual serviría como sencillo principal de su siguiente producción. Hasta agosto de 2022, el video musical de la canción había superado los 130 millones de reproducciones en Youtube.

### 2011-2014: Movimiento Real G4 Life
En 2011, lanzó su primer mixtape Real G 4 Life, el cual hizo que saltará internacionalmente a la fama. Así mismo, ese año fue participé de «Llegamos a la disco» del reconocido cantante Daddy Yankee, dicha canción es considerada por varios oyentes de reguetón como unas de las mejores canciones de varios artistas en dicho género.
Comenzaría 2012, con la publicación de Real G 4 Life 2, el cual alcanzó la posición #7 en el Latin Rhythm Albums. En octubre de ese año, publicó Real G 4 Life 2.5, el cual contaría con el sencillo «No dice na», unos de las canciones más reconocidas del cantante dentro de su canal de Youtube con 170 millones hasta agosto de 2022.
Durante 2013, la canción «Tu me tientas» ganaría reconocimiento por medio de internet sin promoción alguna. Al año siguiente, la publicación del sencillo «Alucinando» con el cantante Jenay, generaría especulaciones del lanzamiento de la tercera entrega de su trilogía Real G 4 Life, pero dicho proyecto terminó postergándose.

### 2015:Los reyes del rap
En 2015 lanzó Los reyes del rap junto a sus productores Los G4, con canciones como «Haciéndolo», «En mi cama», «La música», entre otros. Dicha producción fue promocionada desde 2012, pero se terminó postergándose muchas veces. Esta producción fue su regreso a lo que son sus raíces en el rap.

«Para mí es un orgullo haber sido parte de ese tour y el poder compartir con un artista de la altura como lo es Romeo. Me siento súper contento de poder llevar mi música a otros lugares» expresó el artista sobre esta experiencia.

Para este mismo tiempo, confirmó que estaría de gira por Europa con Daddy Yankee, la cual se realizó 11 al 20 de julio de 2015. En noviembre de 2015, se reunió con Pandora Radio para programar un trabajo digital. A mediados de ese año, apareció en la producción 14F de Wise y DJ Luian con el tema «Periódico de ayer» junto a Jory.

### 2016-2018:Real G 4 Life 3y Coliseo
En 2016, colaboró del sencillo «Diles» de Bad Bunny en donde también colaboraron artistas de la talla como Ozuna. Durante 2017, publicó Real G 4 Life 3, en donde el cantante exploró otros ritmos como el trap, además de entregar un proyecto de reguetón al estilo de sus anteriores volúmenes. Durante julio de 2017, Latin Times lanzó una lista de los cantantes de reguetón más ricos hasta ese entonces, en donde ubicó a Vázquez en el top 10 con 8 millones.
Durante 2018, colaboró en el sencillo «Yeezy» con su compañero Anuel AA, la cual logró rebasar los 200 millones de reproducciones. Ese mismo año, realizó su primer concierto en el Coliseo José Miguel Agrelot de Puerto Rico. Dicho concierto, fue nominado para el Concierto del Año por los Premios Tu Música Urban en 2019.

### 2019-2020:The Goat
En 2019, colaboró en la remezcla de «105F» de Kevvo, dicha remezcla logró rebasar los 500 millones en Youtube. En noviembre de este año, lanza el sencillo «La prisión», el sencillo contó con un vídeo musical y se convirtió en el primer sencillo oficial de lo que sería el próximo álbum, The Goat.
En febrero de 2020, participó en dos canciones del álbum YHLQMDLG de Bad Bunny en las canciones «Safaera» y «Que malo». El 15 de mayo, lanzó su álbum de estudio The Goat que constó de 12 sencillos y colaboraciones con Anuel AA, Jhay Cortez, Darell, entre otros. Ese mismo mes, participó álbum de Anuel AA, Emmanuel en el tema «Antes y después».  En julio del mismo año, lanzó la canción «Vive y deja vivir» junto a Alejandra Guzmán.

### 2021-act.:Real G 4 Life, Vol. 4
Durante 2021, colaboró con el cantante Myke Towers en el sencillo «Burberry». Fue partícipe del sencillo «La llevo al cielo» de Chencho Corleone, dicho sencillo logró superar los 100 millones de reproducciones en menos de tres meses en Spotify, además de lograr entrar al top global de Spotify ubicándose entre las 100 más reproducidas.
Para empezar el año saco la canción "Seguimos aquí" la cual cuenta con vídeo oficial. A mediados del año saco "Crimen organizado" que también cuenta con vídeo oficial. Para finalizar el año decidió sorprender a sus fanáticos con el anunció de "Gato de noche" en colaboración con Bad Bunny.
En 2023 participó en "Cochinae remix" junto a Julianno Sosa, King Savagge y Ryan Castro. También en "Baby father 2.0" en colaboración con Yovngchimi, Myke Towers, Arcangel y Yeruza. Posteriormente en el álbum "3MEN2 KBRN" de Eladio Carrion con la canción "Peso a peso" también participan Quavo y Rich the Kid. Salió en "Peli-culeo remix" junto a Cazzu, De La Ghetto, Randy y Justin Quiles. A mediados de ese año lanzó el sencillo "Escándalo" contando con vídeo oficial y con más de 180 millones de visualizaciones en YouTube. Colaboró por primera ocasión con Feid en su álbum Mor, no le temas a la oscuridad con la canción "Gangsters y pistolas". Hizo su aparición en Nadie sabe lo que va a pasar mañana de Bad Bunny con el tema "Acho PR" junto a también De La Ghetto y Arcangel. Salió en el álbum de Baby Rasta & Gringo llamado "The hunting" con el tema "Dinero fácil" 
A finales de ese año cantante firmó un contrato con Rimas Entertainment. A finales de octubre siendo parte del sello saco "De aqui pa alla" contando con un millón de visualizaciones en YouTube. Colaboró en "La cone remix" junto a Conep y CDobleta, contando con vídeo official. A principios de diciembre saco "Aplicándola" y "Fast Money" en colaboración con Myke Towers. A finales de ese año participó en "Hptismo" junto a Brytiago y CDobleta. Para finalizar el año decidió sorprender con el anuncio del tema "Puesta pal perreo" junto a Wisin y Yandel.

## Controversias
Conflicto con Cosculluela
Entre 2008 y 2009, tuvo confrontaciones musicales con el exponente Cosculluela, de la cual desató una guerra lirical de tiraeras entre ambos artistas. En 2016, durante los ensayos del concierto Los favoritos, compartieron una foto dejando en claro que entre ellos dos ya no había problemas.
Es considerada por varios oyentes como la mejor guerra lirical de la historia dentro del reguetón, debido a la confrontación callejera que hubo entre ambos bandos. Durante 2021, Cosculluela declaró que en una entrevista que unas de las razones que la confrontación tuvo su fin, fue porque un fanático suyo murió.
Durante 2019, en las redes sociales los fanáticos especularon indirectas de Cosculluela hacía Ñengo mediante un comentario publicado en Instagram, pero dicho rumor sobre una posible segunda guerra lirical entre ambos fue desmentida, dejando en claro que se encontraba todo bien entre ambos exponentes.

## Vida personal
Está casado con Michelle Martell desde 2005, con quien tiene dos hijos: Kevin Yadiel, nacido en octubre de 2007, y Marcos Alexander, nacido en septiembre de 2013.

## Falsa muerte en Argentina
En 2012, fue internado luego de sufrir una deshidratación y un envenenamiento con comida en Argentina. Luego de esto surgieron fuertes rumores de que habría sufrido un paro y había muerto. Siggy Vázquez, su mánager, desmentiría dicho rumor el cual estaba ganando veracidad en las redes sociales.

## Problemas legales

### Xanax y Percocet
Durante febrero de 2010, confrontó problemas con las autoridades de Puerto Rico, cuando presuntamente se le encontró un envase con 46 pastillas xanax y 73 tabletas de percocet, aunque logró salir en libertad condicional.

### Problemas con la marihuana
En marzo de 2017, fue arrestado luego de que en la madrugada junto a su tío y otro hombre identificado como su barbero, luego de que cargara una onza de marihuana en su vehículo. La intervención se reportó en Caguas. El rapero quien tenía una presentación a la una de la madrugada, no pudo presentarse ya que el fiscal ordenó permanecieran en las celdas hasta la mañana en el que se diligenció el allanamiento. Posteriormente, a pocos días fue puesto en libertad.

## Discografía
Álbumes de estudio
- 2005: Flow callejero
- 2020: The Goat
- 2024: Real G 4 Life, Vol. 4

Mixtapes
- 2008: El combo que no se deja
- 2011: Real G 4 Life
- 2012: Real G 4 Life, Part 2
- 2017: Real G 4 Life, Vol. 3

Álbumes recopilatorios
- 2015: Los reyes del rap (junto a Los G4)